# Hiroko Kuwata
Hiroko Kuwata (桑田寛子?, Kuwata Hiroko; 18 dicembre 1990) è una tennista giapponese.

## Carriera
Al Washington Open 2014 supera le qualificazioni in singolare e batte al primo turno Alison Riske, prima di essere sconfitta al secondo round da Anastasija Pavljučenkova. In doppio, insieme alla connazionale Kurumi Nara, raggiunge la prima finale WTA della carriera battendo durante il loro cammino le coppie inglesi formate da Nicola Slater/Emily Webley-Smith e Jocelyn Rae/Anna Smith, e approfittano del ritiro della coppia statunitense Vania King/Taylor Townsend. Nell'ultimo atto vengono battute nettamente dalla squadra nippo-canadese composta da Shūko Aoyama e Gabriela Dabrowski.

## Statistiche WTA

### Doppio

#### Sconfitte (1)
| Legenda               |
| --------------------- |
| Grande Slam (0)       |
| Argenti Olimpici (0)  |
| WTA Finals (0)        |
| Premier Mandatory (0) |
| Premier 5 (0)         |
| Premier (0)           |
| International (1)     |

| N. | Data          | Torneo                      | Superficie | Compagna    | Avversarie                      | Punteggio |
| 1. | 2 agosto 2014 | Washington Open, Washington | Cemento    | Kurumi Nara | Shūko Aoyama Gabriela Dabrowski | 1-6, 2-6  |

## Circuito WTA 125

### Doppio

#### Vittorie (1)
| N. | Data           | Torneo                          | Superficie | Compagna       | Avversarie in finale         | Punteggio           |
| 1. | 17 agosto 2024 | Barranquilla Open, Barranquilla | Cemento    | Jessica Failla | Quinn Gleason Ingrid Martins | 4-6, 7-6(2), [10-7] |

## Statistiche ITF

### Singolare

#### Vittorie (7)
| Torneo $100.000 (0) |
| Torneo $80.000 (0)  |
| Torneo $75.000 (1)  |
| Torneo $60.000 (0)  |
| Torneo $50.000 (0)  |
| Torneo $40.000 (0)  |
| Torneo $25.000 (1)  |
| Torneo $15.000 (2)  |
| Torneo $10.000 (3)  |

| N. | Data              | Torneo                                          | Superficie    | Rivale              | Risultato        |
| 1. | 24 marzo 2012     | Kofu International Open Tennis, Kōfu            | Cemento       | Liu Fangzhou        | 6–4, 4–6, 7–6(7) |
| 2. | 17 agosto 2013    | Uşak Open, Uşak                                 | Cemento       | Michaela Frlicka    | 7–6(3), 6–2      |
| 3. | 14 settembre 2013 | Yuasa Open, Kyoto                               | Sintetico (i) | Akiko Yonemura      | 6-1, 6-2         |
| 4. | 26 settembre 2015 | Chang ITF Thailand Pro Circuit Bangkok, Bangkok | Cemento       | Bunyawi Thamchaiwat | 6–3, 7–6(4)      |
| 5. | 31 ottobre 2015   | Chang ITF Thailand Pro Circuit Bangkok, Bangkok | Cemento       | Valeryja Stracova   | 7-5, 6-4         |
| 6. | 8 maggio 2016     | Kangaroo Cup, Gifu                              | Cemento       | Wang Qiang          | 6–2, 2–6, 6–4    |
| 7. | 9 giugno 2018     | ITF Women's Circuit Singapore, Singapore        | Cemento       | Jovana Jakšić       | 7-6(4), 6-0      |

#### Sconfitte (11)
| Torneo $100.000 (0) |
| Torneo $80.000 (0)  |
| Torneo $75.000 (1)  |
| Torneo $60.000 (0)  |
| Torneo $50.000 (1)  |
| Torneo $40.000 (0)  |
| Torneo $25.000 (2)  |
| Torneo $15.000 (5)  |
| Torneo $10.000 (2)  |

| N.  | Data              | Torneo                                              | Superficie    | Rivale           | Risultato        |
| 1.  | 12 febbraio 2012  | Vale do Lobo Ladies Open, Vale do Lobo              | Cemento       | Estelle Guisard  | 2-6, 1-6         |
| 2.  | 24 marzo 2013     | Kofu International Open Tennis, Kōfu                | Cemento       | Yuuki Tanaka     | 3-6, 1-6         |
| 3.  | 24 novembre 2013  | Dunlop World Challenge, Toyota                      | Sintetico (i) | Luksika Kumkhum  | 6-3, 1-6, 3-6    |
| 4.  | 2 marzo 2014      | Nyrstar Port Pirie Tennis International, Port Pirie | Cemento       | Misa Eguchi      | 1–6, 2–6         |
| 5.  | 25 ottobre 2014   | Perth Tennis International, Perth                   | Cemento       | Rebecca Peterson | 3-6, 0-6         |
| 6.  | 15 novembre 2015  | Bendigo International, Bendigo                      | Cemento       | Misa Eguchi      | 6(5)-7, 3–6      |
| 7.  | 31 dicembre 2017  | ITF Women's Circuit – Hong Kong, Hong Kong          | Cemento       | Haruka Kaja      | 6–4, 2–6, 6(4)-7 |
| 8.  | 7 gennaio 2018    | ITF Women's Circuit – Hong Kong, Hong Kong          | Cemento       | Lee Ya-hsuan     | 4-6, 4-6         |
| 9.  | 21 maggio 2023    | Magic Tours, Monastir                               | Cemento       | Katarína Kužmová | 6-3, 6(4)-7, 3-6 |
| 10. | 6 agosto 2023     | Magic Tour by FTT, Monastir                         | Cemento       | Caroline Romeo   | 4-6, 4-6         |
| 11. | 24 settembre 2023 | GS Yuasa Open, Kyoto                                | Cemento (i)   | Sof'ja Lansere   | 0-6, 1-6         |

### Doppio

#### Vittorie (24)
| Torneo $100.000 (0) |
| Torneo $80.000 (0)  |
| Torneo $75.000 (0)  |
| Torneo $60.000 (3)  |
| Torneo $50.000 (2)  |
| Torneo $40.000 (1)  |
| Torneo $25.000 (12) |
| Torneo $15.000 (2)  |
| Torneo $10.000 (4)  |

| N.  | Data              | Torneo                                                     | Superficie    | Partner            | Avversarie                                    | Punteggio           |
| 1.  | 18 marzo 2012     | Miyazaki International Women's Challenger Tennis, Miyazaki | Erba          | Akari Inoue        | Kanae Hisami Yumi Miyazaki                    | 6–3, 6–0            |
| 2.  | 24 giugno 2012    | Mie International Women's Open Tennis, Prefettura di Mie   | Erba          | Yuuki Tanaka       | Akari Inoue Kaori Onishi                      | 6–3, 3–6, [10–5]    |
| 3.  | 23 marzo 2013     | Kofu International Open Tennis, Kōfu                       | Cemento       | Akari Inoue        | Han Na-lae Yang Zi                            | 3–6, 7–5, [10–7]    |
| 4.  | 14 settembre 2013 | Yuasa Open, Kyoto                                          | Sintetico (i) | Miyu Katō          | Mana Ayukawa Emi Mutaguchi                    | 6–4, 6–2            |
| 5.  | 15 giugno 2014    | Fergana Challenger, Fergana                                | Cemento       | Mari Tanaka        | Nao Hibino Prarthana Thombare                 | 6–1, 6–4            |
| 6.  | 13 luglio 2014    | Challenger de Gatineau, Gatineau                           | Cemento       | Chiaki Okadaue     | Mana Ayukawa Justyna Jegiołka                 | 6–1, 6–4            |
| 7.  | 20 luglio 2014    | Challenger Banque Nationale de Granby, Granby              | Cemento       | Riko Sawayanagi    | Erin Routliffe Carol Zhao                     | w/o                 |
| 8.  | 8 febbraio 2015   | Open GDF Suez De L'Isere, Grenoble                         | Cemento (i)   | Demi Schuurs       | Manon Arcangioli Cindy Burger                 | 6–1, 6–3            |
| 9.  | 15 marzo 2015     | Mildura Grand Tennis International, Mildura                | Erba          | Yuuki Tanaka       | Tian Ran Wang Yan                             | 6–2, 6-0            |
| 10. | 5 giugno 2015     | Andijan Womens, Andijan                                    | Cemento       | Nigina Abduraimova | Veronika Kudermetova Ksenija Lykina           | 4–6, 7–6(5), [11–9] |
| 11. | 25 settembre 2015 | Chang ITF Thailand Pro Circuit Bangkok, Bangkok            | Cemento       | Ayaka Okuno        | Mana Ayukawa Yuuki Tanaka                     | 2–6, 6–1, [10–6]    |
| 12. | 30 luglio 2016    | Fifth Third Bank Tennis Championships, Lexington           | Cemento       | Zhu Lin            | Sophie Chang Alexandra Mueller                | 6-0, 7-5            |
| 13. | 23 ottobre 2016   | Suzhou Ladies Open, Suzhou                                 | Cemento       | Akiko Ōmae         | Jacqueline Cako Sabina Sharipova              | 6–1, 6–3            |
| 14. | 6 gennaio 2017    | ITF Women's Circuit Hong Kong, Hong Kong                   | Cemento       | Akiko Ōmae         | Ksenija Lykina Riko Sawayanagi                | 6–1, 6–0            |
| 15. | 15 luglio 2017    | Winnipeg Challenger, Winnipeg                              | Cemento       | Valerija Savinych  | Kimberly Birrell Caroline Dolehide            | 6-4, 7-6(4)         |
| 16. | 22 luglio 2017    | Challenger de Gatineau, Gatineau                           | Cemento       | Valerija Savinych  | Kimberly Birrell Emily Webley-Smith           | 4–6, 6–3, [10–5]    |
| 17. | 28 settembre 2018 | Darwin Tennis International, Darwin                        | Cemento       | Rutuja Bhosale     | Kimberly Birrell Katy Dunne                   | 6-2, 6-4            |
| 18. | 19 maggio 2019    | Kurume Best Amenity International Women's Tennis, Kurume   | Sintetico     | Ena Shibahara      | Erina Hayashi Moyuka Uchijima                 | 0-6, 6-4, [10-5]    |
| 19. | 18 settembre 2021 | Portugal Ladies Open, Caldas da Rainha                     | Cemento       | Momoko Kobori      | Alicia Barnett Olivia Nicholls                | 7-6(5), 7-6(2)      |
| 20. | 30 aprile 2022    | Magic Tours, Monastir                                      | Cemento       | Nigina Abduraimova | Paige Hourigan Valerija Savinych              | 6-1, 3-6, [12-10]   |
|     | 12 novembre 2023  | Women's Santo Domingo, Santo Domingo                       | Cemento       | Rebeca Pereira     | Anna Hertel Olivia Lincer                     | N.D.                |
| 21. | 1º dicembre 2024  | Women's Santo Domingo, Santo Domingo                       | Cemento       | Haley Giavara      | Kolie Allen Yuliana Monroy                    | 5–7, 6–4, [10–6]    |
| 22. | 8 giugno 2025     | Women's Santo Domingo, Santo Domingo                       | Cemento       | Sahaja Yamalapalli | Esther Adeshina Sofía Elena Cabezas Domínguez | 6-3, 6-2            |
| 23. | 26 luglio 2025    | Florence Open, Florence                                    | Cemento       | Haley Giavara      | Sofía Elena Cabezas Domínguez Kylie Collins   | 6-0, 6-4            |
| 24. | 16 agosto 2025    | Saskatoon Challenger, Saskatoon                            | Cemento       | Saki Imamura       | Raphaëlle Lacasse Alexandra Vagramov          | 7-6(3), 3-6, [10-1] |

#### Sconfitte (22)
| Torneo $100.000 (0) |
| Torneo $80.000 (0)  |
| Torneo $75.000 (1)  |
| Torneo $60.000 (5)  |
| Torneo $50.000 (2)  |
| Torneo $40.000 (4)  |
| Torneo $25.000 (7)  |
| Torneo $15.000 (1)  |
| Torneo $10.000 (2)  |

| N.  | Data             | Torneo                                              | Superficie  | Partner                | Avversarie                           | Punteggio           |
| 1.  | 16 giugno 2012   | Tokyo Ariake International Ladies Open, Tokyo       | Cemento     | Akari Inoue            | Maiko Inoue Kaori Onishi             | 7–5, 5–7, [7–10]    |
| 2.  | 9 agosto 2013    | ITF Ladies Future Vienna, Vienna                    | Terra rossa | Hirono Watanabe        | Michaela Pochabová Rebecca Šramková  | 5-7, 2-6            |
| 3.  | 2 marzo 2014     | Nyrstar Port Pirie Tennis International, Port Pirie | Cemento     | Miyabi Inoue           | Jessica Moore Aleksandrina Najdenova | 4-6, 3-6            |
| 4.  | 27 marzo 2015    | Blossom Cup, Quanzhou                               | Cemento     | Junri Namigata         | Eri Hozumi Makoto Ninomiya           | 3-6, 7-6(2), [2-10] |
| 5.  | 14 novembre 2015 | William Loud Bendigo International, Bendigo         | Cemento     | Natela Dzalamidze      | Lauren Embree Asia Muhammad          | 5-7, 3-6            |
| 6.  | 7 maggio 2016    | Kangaroo Cup, Gifu                                  | Cemento     | Ayaka Okuno            | Eri Hozumi Miyu Katō                 | 1-6, 2-6            |
| 7.  | 27 marzo 2017    | Blossom Cup, Quanzhou                               | Cemento     | Zhu Lin                | Han Xinyun Ye Qiuyu                  | 3–6, 3–6            |
| 8.  | 17 giugno 2017   | Kofu International Open Tennis, Kōfu                | Cemento     | Riko Sawayanagi        | Rika Fujiwara Kyōka Okamura          | 6(4)-7, 3–6         |
| 9.  | 6 agosto 2017    | Fifth Third Bank Tennis Championships, Lexington    | Cemento     | Valerija Savinych      | Priscilla Hon Vera Lapko             | 3-6, 4-6            |
| 10. | 25 agosto 2018   | Sekisho Challenge Open, Tsukuba                     | Cemento     | Naiktha Bains          | Akiko Ōmae You Xiaodi                | 0–6, 6(4)–7         |
| 11. | 12 gennaio 2019  | ITF Women's Circuit – Hong Kong, Hong Kong          | Cemento     | Robu Kajtani           | Chen Pei-hsuan Wu Fang-hsien         | 3-6, 3-6            |
| 12. | 16 marzo 2019    | Pingshan Open, Shenzhen                             | Cemento     | Sabina Sharipova       | Liang En-shuo Xun Fangying           | 4-6, 1-6            |
| 13. | 7 agosto 2021    | Futures Lotos Solano Bydgoszcz Cup, Bydgoszcz       | Terra rossa | Yuliana Lizarazo       | Carolina Alves Iryna Šymanovič       | 1-6, 6-3, [5-10]    |
| 14. | 20 agosto 2022   | NYJTL Bronx Open, The Bronx                         | Cemento     | Han Na-lae             | Anna Blinkova Simona Waltert         | 3-6, 3-6            |
| 15. | 7 gennaio 2023   | ITF Women's Circuit presented by SAT, Nonthaburi    | Cemento     | Kateryna Volodko       | Liang En-shuo Ma Yexin               | 0-6, 3-6            |
| 16. | 10 giugno 2023   | La Marsa Open, La Marsa                             | Cemento     | Kateryna Volodko       | Marija Kozjreva Wei Sijia            | 7-5, 4-6, [6-10]    |
| 17. | 6 aprile 2024    | Jackson Women's, Jackson                            | Terra verde | Victoria Flores        | Alicia Herrero Liñana Melany Krywoj  | 3-6, 6-2, [7-10]    |
| 18. | 20 luglio 2024   | The Women's Hospital Classic, Evansville            | Cemento     | Sahaja Yamalapalli     | Alicia Herrero Liñana Melany Krywoj  | 2-6, 0-6            |
| 19. | 27 luglio 2024   | Dallas Summer Series, Dallas                        | Cemento (i) | Jéssica Hinojosa Gómez | Usue Maitane Arconada Katrina Scott  | 3-6, 3-6            |
| 20. | 24 agosto 2024   | Saskatoon Challenger, Saskatoon                     | Cemento     | Maribella Zamarripa    | Ariana Arseneault Mia Kupres         | 4-6, 3-6            |
| 21. | 9 novembre 2024  | Women's Britania Sport Center, Veracruz             | Cemento     | Jéssica Hinojosa Gómez | Hanna Chang Dalayna Hewitt           | 4-6, 5-7            |
| 22. | 9 agosto 2025    | Southaven Open, Southaven                           | Cemento     | Kyōka Okamura          | Catherine Harrison Ashley Lahey      | 3-6, 2-6            |